# Medal Czynu Obywatelskiego

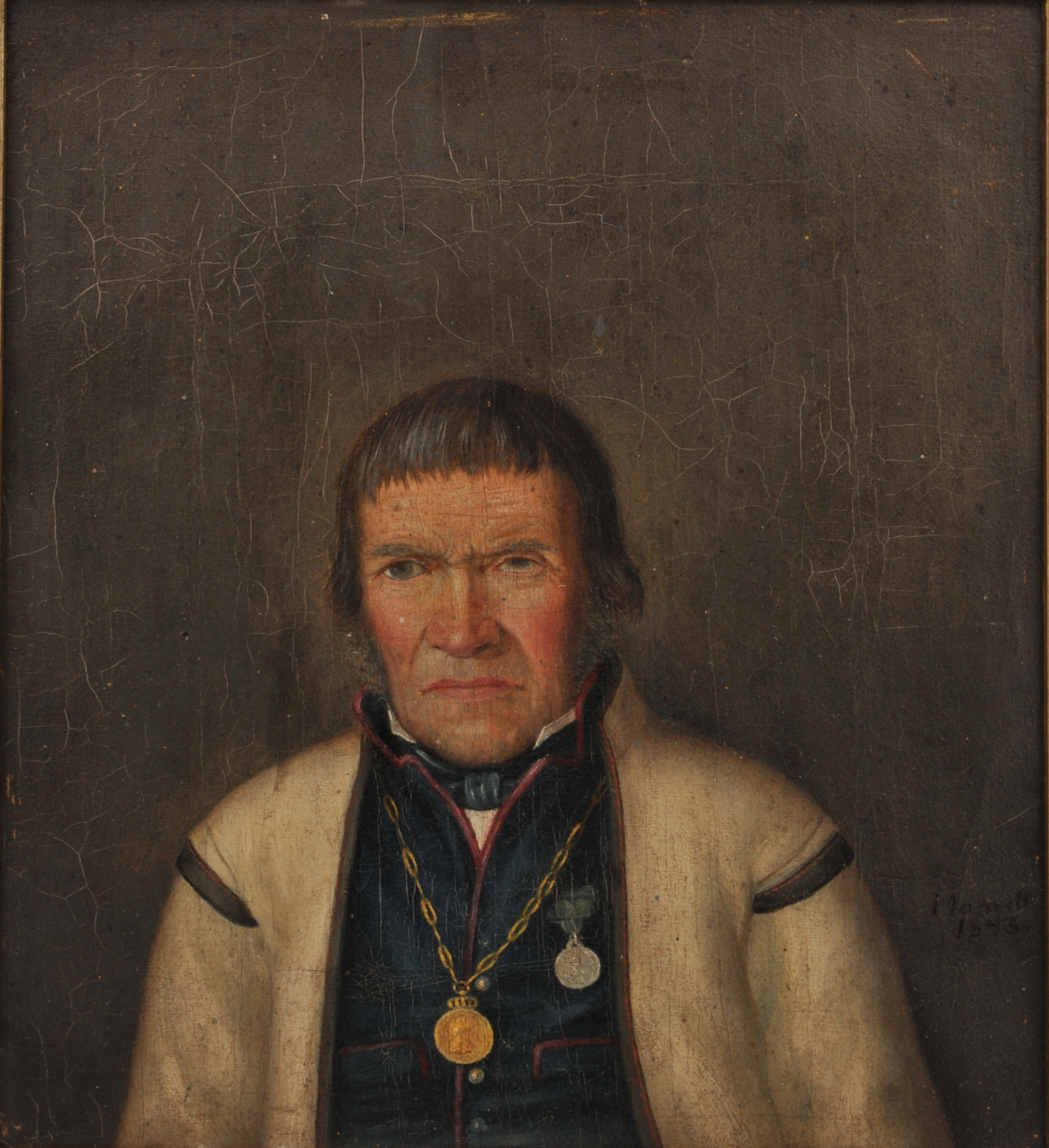
Norweski parlamentarzysta Talleiv Olavsson Huvestad ze złotym medalem na łańcuszku i srebrnym Medalem Czynu Obywatelskiego na zielonej wstążce.

Medal Czynu Obywatelskiego (norw. Medaljen for Borgerdåd lub Borgerdådsmedaljen) – drugie co do rangi odznaczenie państwowe w Norwegii. 

## Historia i kryteria nadawania
Ustanowił je król Karola III Jan dnia 10 kwietnia 1819, początkowo tylko w jedynym, srebrnym stopniu, a od 1844 w dwóch: złotym i srebrnym. Jego nadawanie zakończono w 2004, ale wciąż widnieje w hierarchii norweskich odznaczeń. 
Medal przyznawany był za wybitną pracowitość i szczególne umiejętności w zakresie arbitrażu, pojednania i rozstrzygania sporów oraz zadań o podobnym charakterze oraz za służbę cywilną na rzecz królestwa, a od 1844 również za gorliwą pracę w administracji i inne chwalebne osiągnięcia w jakiejkolwiek działalności, a także za pojedynczy niezwykle wspaniały czyn.
Ostatnie nadanie srebrnego medalu odbyło się w 1960, a złotego w 1995.

## Wygląd
Na awersie widniało popiersie króla Karola III, które w 1907 zostało zastąpione wizerunkiem Haakona VII. Na rewersie umieszczono norweską inskrypcję w dwóch wersach FOR BORGERDAAD (ZA CZYN OBYWATELSKI), otoczoną wieńcem z liści dębu. 
Wstążka medalu do reformy z 1844 była zielona (podobnie jak wstążka szwedzkiego Orderu Wazów), a później czerwona z niebieskim paskiem z białymi krawędziami biegnącym wzdłuż środka.

## Odznaczeni
Łącznie przyznano 683 medali srebrnych i 31 złotych.
Wśród odznaczonych złotym medalem byli m.in.: polarnik Roald Amundsen (1925), astronom Christopher Hansteen (1856), pisarz Johan Falkberget (1964), premierowie Christian Michelsen (1907) i Johan Nygaardsvold (1949) oraz Einar Gerhardsen (1972), a także królowie Haakon VII (1947) i Olaf V (1973 – jako przedostatni odznaczony).